# Mycetophila decarloi
Mycetophila decarloi är en tvåvingeart som beskrevs av Duret 1983. Mycetophila decarloi ingår i släktet Mycetophila och familjen svampmyggor. Inga underarter finns listade i Catalogue of Life.